# Caupolicán

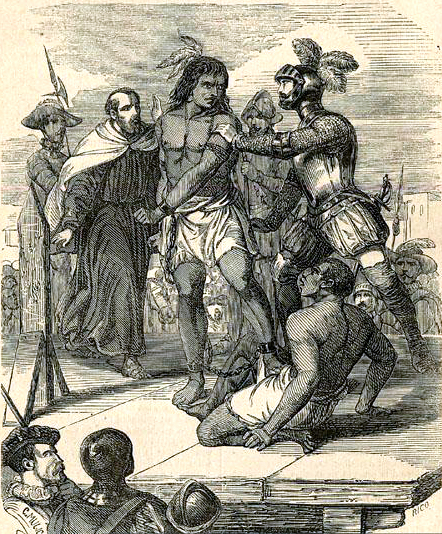
A morte de Caupolicán.

Caupolicán (em mapudungun: Sílex polido) era um toqui, o líder militar do povo mapuche do Chile, que comandou seu exército durante a primeira insurreição mapuche contra os conquistadores espanhóis ocorrida entre 1553 e 1558.

## Biografia
Após a bem-sucedida campanha de conquista de Pedro de Valdivia em Araucanía e do fracasso do toqui Lincoyan em detê-lo, os mapuches foram induzidos por Colo Colo a escolherem um novo líder supremo de guerra em resposta à ameaça espanhola. Caupolicán, sendo um Ulmen de Pilmaiquén, ganhou a posição de toqui demonstrando sua força física superior, segurando um tronco de árvore por três dias e três noites.
Além de mostrar a sua força física, ele também teve que improvisar um poema para inspirar, aos mapuches, coragem e unidade. Morreu em 1558 nas mãos dos colonizadores espanhóis, que o haviam feito prisioneiro. Foi condenado à morte por empalamento, sendo obrigado a sentar-se em uma estaca enquanto sua esposa era forçada a assistir à cena. Depois de sua morte, foi substituído no cargo de toqui por seu filho, Caupolicán, o Jovem.